# Legendresche Chi-Funktion
Die legendresche Chi-Funktion (nach Adrien-Marie Legendre) ist eine spezielle Funktion in der Mathematik.

## Definition
Die legendresche Chi-Funktion ist folgendermaßen definiert:
{\displaystyle \chi _{\nu }(z)=\sum _{k=0}^{\infty }{\frac {z^{2k+1}}{(2k+1)^{\nu }}}.}
Sie lässt sich auch mit dem Polylogarithmus {\displaystyle \mathrm {Li} _{\nu }(z)} ausdrücken:
{\displaystyle \chi _{\nu }(z)={\frac {1}{2}}\left[\operatorname {Li} _{\nu }(z)-\operatorname {Li} _{\nu }(-z)\right]}
{\displaystyle \chi _{\nu }(z)=\operatorname {Li} _{\nu }(z)-{\frac {1}{2^{\nu }}}\operatorname {Li} _{\nu }(z^{2})}
Funktion für v = 2:
{\displaystyle \chi _{2}(x)=\sum _{k=0}^{\infty }{\frac {x^{2k+1}}{(2k+1)^{2}}}}
Folgende Darstellungen als Integrale hat diese Funktion:
{\displaystyle \chi _{2}(x)=\int _{0}^{1}{\frac {\operatorname {artanh} (xy)}{y}}\,\mathrm {d} y}
{\displaystyle \chi _{2}(x)=\int _{0}^{1}{\frac {\operatorname {arcsin} (xy)}{\sqrt {1-y^{2}}}}\,\mathrm {d} y}
Folgende Ableitung hat diese Funktion:
{\displaystyle {\frac {\mathrm {d} }{\mathrm {d} x}}\chi _{2}(x)={\frac {\operatorname {artanh} (x)}{x}}}

## Spezielle Werte

### Beweis für den Chi-2-Funktionswert von Eins
Es gilt folgende Ableitung:
{\displaystyle {\frac {\mathrm {d} }{\mathrm {d} y}}\,{\frac {1}{x}}{\biggl [}\operatorname {artanh} (x)-\operatorname {artanh} {\biggl (}{\frac {x\,{\sqrt {1-y^{2}}}}{\sqrt {1-x^{2}y^{2}}}}{\biggr )}{\biggr ]}={\frac {y}{\sqrt {(1-x^{2}y^{2})(1-y^{2})}}}}
Deswegen gilt auch folgendes Integral:
{\displaystyle {\frac {1}{x}}\operatorname {artanh} (x)=\int _{0}^{1}{\frac {y}{\sqrt {(1-x^{2}y^{2})(1-y^{2})}}}\,\mathrm {d} y}
Durch Bildung der Ursprungsstammfunktion bezüglich x entsteht diese bereits im Definitionsabschnitt genannte Formel:
{\displaystyle \chi _{2}(x)=\int _{0}^{1}{\frac {\operatorname {arcsin} (xy)}{\sqrt {1-y^{2}}}}\,\mathrm {d} y}
Exemplarisch eingesetzt wird der Wert {\displaystyle x=1} in die nun genannte Formel, so dass die folgende Formel entsteht:
{\displaystyle \chi _{2}(1)=\int _{0}^{1}{\frac {\operatorname {arcsin} (y)}{\sqrt {1-y^{2}}}}\,\mathrm {d} y={\biggl [}{\frac {1}{2}}\arcsin(y)^{2}{\biggr ]}_{y=0}^{y=1}={\frac {\pi ^{2}}{8}}}

### Theorem für tangentielle Gegenstücke
Folgende Formel dient für die Werte 0 < x < 1 zur Ermittlung der Chi-Funktionswerte:
{\displaystyle \chi _{2}(x)+\chi _{2}{\bigl (}{\frac {1-x}{1+x}}{\bigr )}={\frac {\pi ^{2}}{8}}-2\operatorname {artanh} (x)\operatorname {artanh} {\bigl (}{\frac {1-x}{1+x}}{\bigr )}}
Beispielsweise gilt:
{\displaystyle \chi _{2}{\bigl (}{\frac {1}{2}}{\bigr )}+\chi _{2}{\bigl (}{\frac {1}{3}}{\bigr )}={\frac {\pi ^{2}}{8}}-2\operatorname {artanh} {\bigl (}{\frac {1}{2}}{\bigr )}\operatorname {artanh} {\bigl (}{\frac {1}{3}}{\bigr )}}
Mit Hilfe genannten allgemeinen Formel für tangentielle Gegenstücke und mit Hilfe des Dilogarithmus können folgende Funktionswerte ermittelt werden:
{\displaystyle {\begin{matrix}\chi _{2}(\mathrm {i} )&=&\mathrm {i} \cdot G\\\chi _{2}({\sqrt {2}}-1)&=&{\frac {1}{16}}\pi ^{2}-{\frac {1}{4}}{\bigl [}\ln({\sqrt {2}}+1){\bigr ]}^{2}\\\chi _{2}(\Phi ^{-1})&=&{\frac {1}{12}}\pi ^{2}-{\frac {3}{4}}{\bigl [}\ln(\Phi ){\bigr ]}^{2}\\\chi _{2}(\Phi ^{-3})&=&{\frac {1}{24}}\pi ^{2}-{\frac {3}{4}}{\bigl [}\ln(\Phi ){\bigr ]}^{2}\\\chi _{2}(-1)&=&-{\frac {1}{8}}\pi ^{2}\\\chi _{2}(1)&=&{\frac {1}{8}}\pi ^{2}\end{matrix}}}
mit der imaginären Einheit {\displaystyle {\rm {i}}}, der Goldenen Zahl {\displaystyle \Phi =({\sqrt {5}}+1)/2} und der catalanschen Konstanten {\displaystyle G}.

## Spezialfälle und Verallgemeinerungen
Zu den Spezialfällen gehören die Dirichletsche Lambda-Funktion {\displaystyle \lambda }
{\displaystyle \lambda (n)=\chi _{n}(1)\,}
und die dirichletsche Beta-Funktion {\displaystyle \beta }:
{\displaystyle \beta (n)={\frac {1}{\rm {i}}}\chi _{n}(\mathrm {i} ).}
Die transzendente lerchsche Zeta-Funktion verallgemeinert die legendresche Chi-Funktion:
{\displaystyle \chi _{n}(z)=2^{-n}z\,\Phi (z^{2},n,{\tfrac {1}{2}}).}

## Referenzen
- Eric W. Weisstein: Legendre's Chi Function. In: MathWorld (englisch).
- Djurdje Cvijović und Jacek Klinowski,  "Values of the Legendre chi and Hurwitz zeta functions at rational arguments", Math. of Comp. 68 (1999), 1623–1630.